# Brachystegia stipulata
Brachystegia stipulata De Wild., 1902 è una pianta della famiglia delle Fabacee (sottofamiglia Detarioideae), nativa dell'Africa.

## Distribuzione e habitat
Questa specie è segnalata in Repubblica Democratica del Congo, Tanzania, Zambia, Malawi, Mozambico.